# Lamina propria

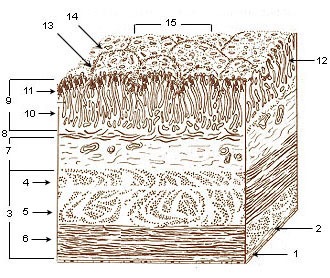
Coupe des parois de l'estomac. La lamina propria est en 10.

La lamina propria ou chorion est un tissu conjonctif lâche situé sous les épithéliums qui tapissent notamment les muqueuses digestives, respiratoires ou urogénitales.
En tant que tissu conjonctif lâche, la lamina propria est constituée en proportions sensiblement équivalentes de cellules (fibroblastes, cellules de l’immunité), de fibres (collagènes) et de substance fondamentale.

## Fonctions
La lamina propria exerce trois rôles importants :
1. un rôle mécanique, en soutenant l’épithélium et en permettant à ce dernier de glisser sur les structures plus profondes ;
2. un rôle nutritif, car c’est à travers elle que passent les nutriments sanguins à destination des épithéliums de surface ;
3. un rôle de défense, car c’est dans la lamina propria que résident de nombreuses cellules de défense et que se déroulent les réactions inflammatoires.